# West Fargo
West Fargo és una població dels Estats Units a l'estat de Dakota del Nord. Segons el cens del July 1, 2009 tenia 24.313 habitants.

## Demografia
Segons el cens del 2000, West Fargo tenia 14.940 habitants, 5.771 habitatges, i 4.091 famílies. La densitat de població era de 791,3 hab./km².
Dels 5.771 habitatges en un 40,1% hi vivien nens de menys de 18 anys, en un 57,3% hi vivien parelles casades, en un 9,9% dones solteres, i en un 29,1% no eren unitats familiars. En el 23,7% dels habitatges hi vivien persones soles el 5,9% de les quals corresponia a persones de 65 anys o més que vivien soles. El nombre mitjà de persones vivint en cada habitatge era de 2,59 i el nombre mitjà de persones que vivien en cada família era de 3,09.
Per edats la població es repartia de la següent manera: un 29,2% tenia menys de 18 anys, un 8,9% entre 18 i 24, un 34% entre 25 i 44, un 21,2% de 45 a 60 i un 6,7% 65 anys o més.
L'edat mediana era de 32 anys. Per cada 100 dones de 18 o més anys hi havia 94,4 homes.
La renda mediana per habitatge era de 44.542$ i la renda mediana per família de 51.765$. Els homes tenien una renda mediana de 32.105$ mentre que les dones 22.148$. La renda per capita de la població era de 19.368$. Entorn del 4,7% de les famílies i el 6,3% de la població estaven per davall del llindar de pobresa.

## Poblacions més properes
El següent diagrama mostra les poblacions més properes.